# Гаранжо, Жан-Симеон
Жан-Симеон Гаранжо (фр. Jean-Siméon Garangeau; 1647, Париж — 25 августа 1741, Сен-Мало, Бретань) — французский военный инженер, архитектор, фортификатор. Ученик знаменитого французского военного строителя Вобана.

## Биография

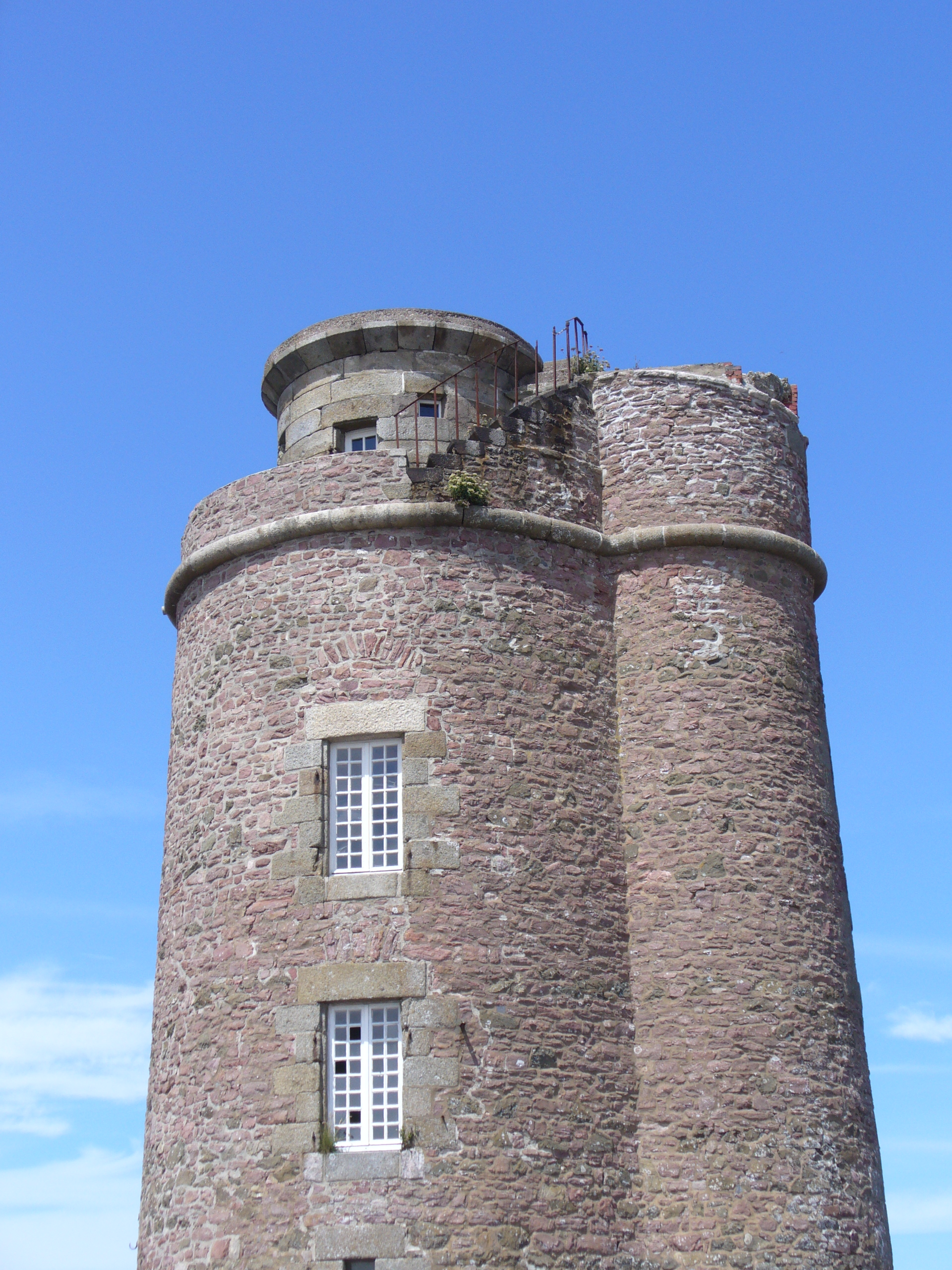
Старый маяк на мысе Фреэль — «башня Вобана»

Родился в семье плотника. Получил хорошие знания в области геометрии и рисунка.
Добровольцем вступил во французскую армию. В 1673 году участвовал в осаде Маастрихта, где получил ранение. Служил капитаном 7-го пехотного полка в Шампани.
Получив травму, переориентировался с армейской службы на творческую работу.
После путешествия в Италию и Англию в 1677 году стал архитектором в Париже, а в 1678 году был назначен инспектором королевских строителей, руководил сооружением зданий в Версале и Фонтенбло. Учился у
Вобана.
Находясь на этой должности позже руководил работой над арсеналом в Марселе (1679), в 1682 году направлен в Брест, где построил церковь Святого Людовика (Église Saint-Louis de Brest). После десяти лет пребывания в Бресте в 1691 году Вобан назначил его «главным строителем и директором укреплений в Сен-Мало», где модернизировал главную крепость. В Сен-Мало фортификатор оставался до своей смерти в 1741 году. Кроме прочего, отвечал за сооружение фортификационных укреплений в Верхней Нормандии. Хотя его фортификационные работы не были полностью завершены, они позволили отразить две англо-голландские морские атаки на Сен-Мало в ноябре 1693 г. и июле 1695 года.